# Serbien ved OL
Serbien deltog første gang i olympiske lege som selvstændig land under Sommer-OL 1912 i Stockholm, men deltog ikke igen før under Sommer-OL 2008 i Beijing. De deltog første gang i vinterlege under Vinter-OL 2010 i Vancouver. Udøvere fra Serbien har tidligere deltaget som en del af Jugoslavien (1920–Vinter-OL 1992), Uafhængig olympisk deltagere (Sommer-OL 1992), Forbundsrepublikken Jugoslavien (1996–2002) og Serbien og Montenegro (2004–2006). 

## Medaljeoversigt
| Serbiens medaljer under de olympiske sommerlege | Serbiens medaljer under de olympiske sommerlege | Serbiens medaljer under de olympiske sommerlege | Serbiens medaljer under de olympiske sommerlege | Serbiens medaljer under de olympiske sommerlege | Serbiens medaljer under de olympiske sommerlege |                     | Serbiens medaljer under de olympiske vinterlege | Serbiens medaljer under de olympiske vinterlege | Serbiens medaljer under de olympiske vinterlege | Serbiens medaljer under de olympiske vinterlege | Serbiens medaljer under de olympiske vinterlege | Serbiens medaljer under de olympiske vinterlege |
| Lege                                            | Guld                                            | Sølv                                            | Bronze                                          | Totalt                                          | Rang                                            | Lege                | Guld                                            | Sølv                                            | Bronze                                          | Totalt                                          | Rang                                            |                                                 |
| 1912 Stockholm                                  | 0                                               | 0                                               | 0                                               | 0                                               | –                                               |                     |                                                 |                                                 |                                                 |                                                 |                                                 |                                                 |
| 1920–1988                                       | som en del af Jugoslavien                       | som en del af Jugoslavien                       | som en del af Jugoslavien                       | som en del af Jugoslavien                       | som en del af Jugoslavien                       | 1924–1992           | som en del af Jugoslavien                       | som en del af Jugoslavien                       | som en del af Jugoslavien                       | som en del af Jugoslavien                       | som en del af Jugoslavien                       |                                                 |
| 1992 Barcelona                                  | som en del af Uafhængige olympiske deltagere    | som en del af Uafhængige olympiske deltagere    | som en del af Uafhængige olympiske deltagere    | som en del af Uafhængige olympiske deltagere    | som en del af Uafhængige olympiske deltagere    | 1924–1992           | som en del af Jugoslavien                       | som en del af Jugoslavien                       | som en del af Jugoslavien                       | som en del af Jugoslavien                       | som en del af Jugoslavien                       |                                                 |
| 1996 Atlanta                                    | som en del af Jugoslavien                       | som en del af Jugoslavien                       | som en del af Jugoslavien                       | som en del af Jugoslavien                       | som en del af Jugoslavien                       | 1994 Lillehammer    | Deltog ikke                                     | Deltog ikke                                     | Deltog ikke                                     | Deltog ikke                                     | Deltog ikke                                     |                                                 |
| 2000 Sydney                                     | som en del af Jugoslavien                       | som en del af Jugoslavien                       | som en del af Jugoslavien                       | som en del af Jugoslavien                       | som en del af Jugoslavien                       | 1998 Nagano         | som en del af Jugoslavien                       | som en del af Jugoslavien                       | som en del af Jugoslavien                       | som en del af Jugoslavien                       | som en del af Jugoslavien                       |                                                 |
| 2004 Athen                                      | som en del af Serbien og Montenegro             | som en del af Serbien og Montenegro             | som en del af Serbien og Montenegro             | som en del af Serbien og Montenegro             | som en del af Serbien og Montenegro             | 2002 Salt Lake City | som en del af Jugoslavien                       | som en del af Jugoslavien                       | som en del af Jugoslavien                       | som en del af Jugoslavien                       | som en del af Jugoslavien                       |                                                 |
| 2008 Beijing                                    | 0                                               | 1                                               | 2                                               | 3                                               | 61                                              | 2006 Torino         | som en del af Serbien og Montenegro             | som en del af Serbien og Montenegro             | som en del af Serbien og Montenegro             | som en del af Serbien og Montenegro             | som en del af Serbien og Montenegro             |                                                 |
| 2012 London                                     | 1                                               | 1                                               | 2                                               | 4                                               | 42                                              | 2010 Vancouver      | 0                                               | 0                                               | 0                                               | 0                                               | –                                               |                                                 |
| 2016 Rio de Janeiro                             | 2                                               | 4                                               | 2                                               | 8                                               | 32                                              | 2014 Sotji          | 0                                               | 0                                               | 0                                               | 0                                               | –                                               |                                                 |
| 2020 Tokyo                                      |                                                 |                                                 |                                                 |                                                 |                                                 | 2018 Pyeongchang    | 0                                               | 0                                               | 0                                               | 0                                               | –                                               |                                                 |
| Totalt                                          | 3                                               | 6                                               | 6                                               | 15                                              |                                                 | Totalt              | 0                                               | 0                                               | 0                                               | 0                                               |                                                 |                                                 |